# Agriocnemis forcipata
Agriocnemis forcipata là một loài chuồn chuồn kim trong họ Coenagrionidae.
Loài này được xếp vào nhóm Loài ít quan tâm trong sách Đỏ của IUCN năm 2009.
Agriocnemis forcipata được Le Roi miêu tả khoa học năm 1915.